# メグメル 〜cuckool mix 2007〜/だんご大家族
「メグメル 〜cuckool mix 2007〜/だんご大家族」（メグメル カックール ミックス にせんなな/だんごだいかぞく）は、eufonius・茶太のスプリットシングル。2007年10月26日にKey Sounds Labelから発売された。

## 音楽性
eufoniusによる「メグメル 〜cuckool mix 2007〜」はテレビアニメ『CLANNAD』オープニングテーマである。原曲の「メグメル」はパソコンゲーム『CLANNAD』のオープニング主題歌であるが、『アニソンマガジン』のライター・坂本寛によれば、本作は全体を通して打ち込みになっており、ストリングスの生の音色が追加された。「メグメル」にはゲーム版のサウンドトラック『CLANNAD ORIGINAL SOUNDTRACK』に収録されている「cockool mix」や劇場版で用いられた「frequency⇒e Ver.」も存在する。
茶太による「だんご大家族」は『CLANNAD』のエンディングテーマであり、作中の世界で昔に流行ったアニメのタイトルでもある。原曲は、『CLANNAD』のメインヒロインである「古河渚」のテーマ曲「渚」。
riyaによる「少女の幻想 ZTS Remix」は、原作のBGM「幻想」を編曲した「少女の幻想」のリミックス版である。

## チャート成績
本作は2007年10月26日に発売された後、11月5日付のオリコン週間シングルチャートで18位を獲得した。初動売上は約7,830枚を記録し、2008年3月第1週までチャートインし続けた。その後一度圏外となるが、同月第5週付のランキングでのみ191位に復帰している。

## 批評・反響
「メグメル 〜cuckool mix 2007〜」について、CDジャーナルは菊地創による編曲を「ストリングスを活かしたハウス・アレンジ＆ミックスが見事」と評し、「ドラマティックなダンス・ポップ」になっているとした。ライターの坂本寛は、eufoniusの代表曲ともいえるゲーム版のオープニングテーマの質を向上させた作品と位置づけ、具体的には菊地創のアレンジを「転調を駆使した独特のコード感を生かし」、「さらに的確なものになっている」と肯定的な言及をしている。テレビアニメのオープニングアニメーションと重ねると、静かなイントロのあとストリングスの音色が加わり、菜の花畑を疾走する「岡崎汐」のカットへの流れについて、「『印象派』的なシーケンスは完璧」だとも言及した。
「だんご大家族」について、CDジャーナルは「ほのぼのとした」イメージを持つ楽曲とし、ライターの坂本も「NHKの『みんなのうた』で流れていてもまったく違和感がなさそう」などと同様の言及をしている。さらに坂本は「シンプルな中に原作の要素をこっそりまぶし」ている詞、「童謡のようにノスタルジックなメロディ」、「民族音楽的なアプローチ」の編曲といった構成要素に触れ、総じて「完成度は極めて高い」とした。音楽ユニットfhánaのメンバー・佐藤純一は本作が「名曲」であると指摘し、「だんご大家族」のオルゴールの音色を流しながら自身のユニットが結成に至ったことを明かしている。また、2015年にウェブサイト「アニメ！アニメ！」が実施した「好きなアニメ作品のエンディング」の読者アンケートにおいて9位に「だんご大家族」が選出された。
『アニソンマガジン』（洋泉社発行）に掲載されたパセラにおけるアニソン・カラオケランキングでは2007年11月から2008年1月の集計において「メグメル 〜cuckool mix 2007〜」は82位、「だんご大家族」は55位にランクインし、続く2008年2月から4月までの集計では「メグメル 〜cuckool mix 2007〜」は78位、「だんご大家族」は83位に位置している。
2019年3月1日にはソニー・ミュージックエンタテインメントのアニメソング人気投票キャンペーン「平成アニソン大賞」において、「だんご大家族」が企画賞（2000年 - 2009年）に選出された。

## 収録曲
1. メグメル 〜cuckool mix 2007〜 [4:47]
作詞：riya、作曲：eufonius、編曲：菊地創[1]
  - テレビアニメ『CLANNAD』オープニングテーマ[1]
2. だんご大家族 [4:32]
作詞・作曲：麻枝准、編曲：たくまる[1]
  - テレビアニメ『CLANNAD』エンディングテーマ[1]
3. メグメル 〜cuckool mix 2007〜（TV animation ver.）
4. だんご大家族（TV animation ver.）
5. メグメル 〜cuckool mix 2007〜（off vocal ver.）
6. だんご大家族（off vocal ver.）
7. 少女の幻想 ZTS Remix
作詞：Key、作曲：戸越まごめ、Remix：ZTS